# Pidhirja (rejon kowelski)
Pidhirja (ukr. Підгір'я; do 1964 roku Podrzecze ukr. Підріччя) – wieś na Ukrainie w rejonie kowelskim, w obwodzie wołyńskim nad rzeką Prypeć. W II Rzeczypospolitej miejscowość wchodziła w skład gminy wiejskiej Lelików w powiecie kobryńskim województwa poleskiego. Do II wojny światowej w pobliżu wsi znajdował się chutor Zarzecze, który obecnie wszedł administracyjnie w skład wsi.
Do 2020 w rejonie ratnieńskim.